# Sunshine Anderson
Sunshine Jocelyn Sian Anderson née le 8 juin 1974 à Winston-Salem (États-Unis), est une chanteuse soul américaine.

## Biographie
Anderson est née à Winston-Salem, mais jeune elle déménage dans la ville de Charlotte. Wallace Sellars & Mike City entendent Sunshine chanté dans la cafétéria de l'université "North Carolina Central University". Dans laquelle elle étudie un Baccalauréat en sciences de justice & criminalité.
En 2001 sort son premier album "Your Woman" qui est certifié or par Recording Industry Association of America.
En 2005 Sunshine signe sur le label "Music World Entertainment" avec Mathew Knowles le père de Beyoncé Knowles. En 2007 Anderson produit son deuxième l'album "Sunshine At Midnight". Mais elle s'est mariée et veut s'occuper de son enfant donc elle va ralentir sa carrière de chanteuse.

## Discographie
- 2001 : Your Woman, (Soulife / Atlantic)
- 2007 : Sunshine at Midnight, (Music World Entertainment)
- 2010 : The Sun Shines Again, (Verve Forecast)

### Singles
| 2001 | "Heard It All Before"        | 18 | 3  | 11 |
| 2001 | "Lunch or Dinner"            | -  | 54 | -  |
| 2006 | "Something I Wanna Give You" | -  | 80 | -  |
| 2007 | "Force Of Nature"            | -  | 75 | -  |
| 2007 | "Wear The Crown"             | -  | -  | -  |

## Producteurs
Mike City, Mark Sparks, Jimane Nelson, Robert Anthony, Raphael Saadiq, Flintstone, Walter Milsap, Alonzo Jackson, Clayton Sears, Junius Bervine, Matmattix, Dr. Dre, Nottz, ...

## Featuring
- Lost Souls -"Soul Talk"
- Macy Gray -"Id"
- All About the Benjamins (OST) -"Tha Come Up" Petey Pablo & Sunshine Anderson
- Osmosis Jones (OST) -" Don't Be Mad" Sunshine Anderson & Pinky Tuskedero
- Anthony Hamilton - "Last Night" - (feat. Sunshine Anderson & Dolo Pichino)
- Groove Armada -"Easy" - feat. Sunshine Anderson